# 庙岛群岛
38°03′56″N 120°38′58″E / 38.065457°N 120.649463°E

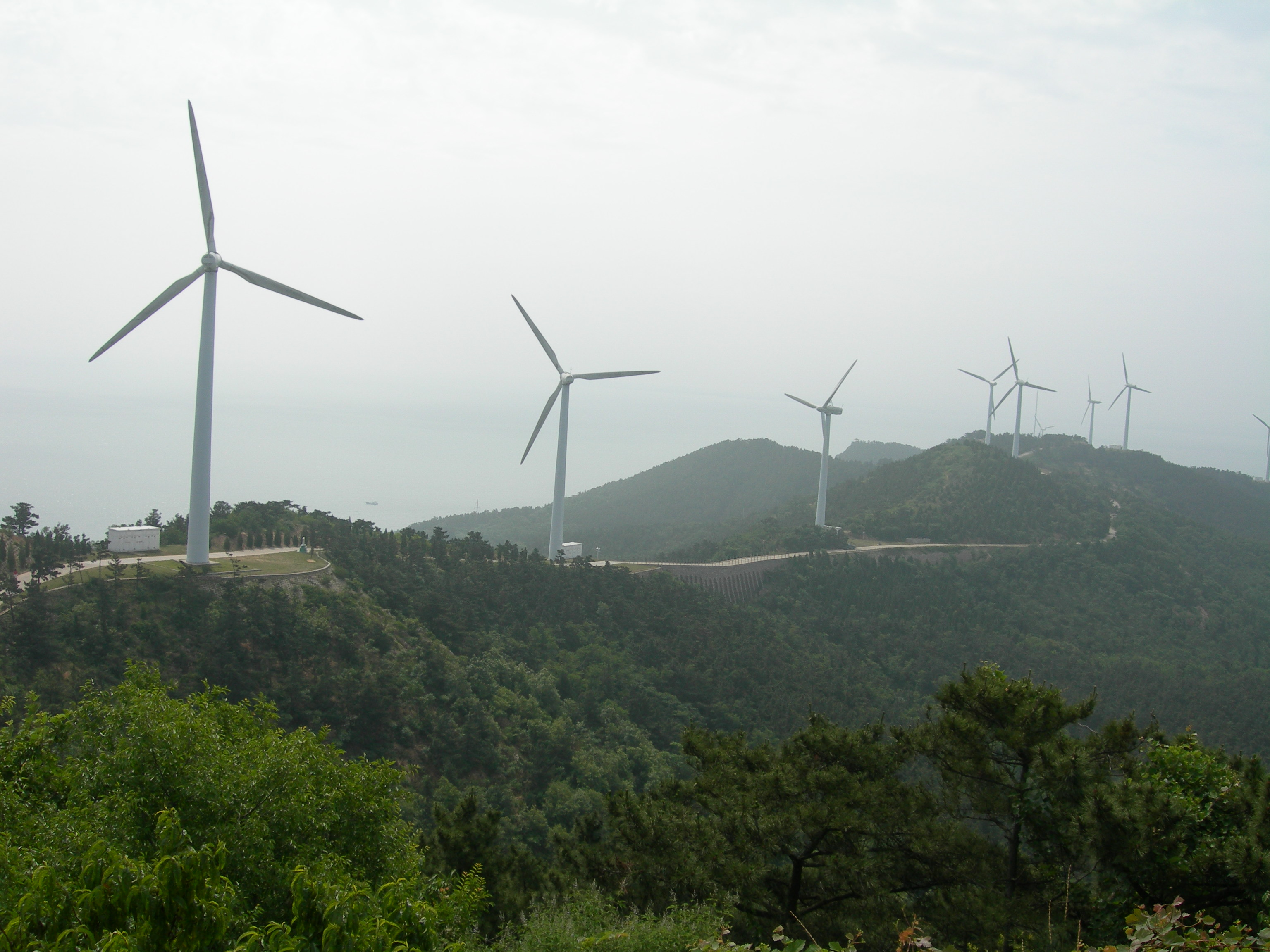
烟台长岛-风力发电

島上漁村

遠望庙岛群岛

庙岛群岛，又称长岛、长山列岛，古称沙门岛。是隶属于中国山东省烟台市的一个群岛。庙岛群岛位于渤海海峡, 渤海、黄海交汇处，胶东半岛和辽东半岛之间。由151个岛屿组成，岛陆面积约56平方公里，海域面积8,700平方千米，海岸线长146千米，中華民國政府撤退到台灣前，曾短暫設立過東萊設治局，管理島上小型海軍基地。
庙岛群岛由古老山脉陷落而成。主要岛屿是南岛和北岛，岛上风景秀丽，包括月牙湾、九丈崖等旅游景点。长岛上的仙境源风景区是中国AA级风景区。长岛上有长岛国家级自然保护区，庙岛群岛省级海洋自然保护区和庙岛群岛省级斑海豹自然保护区。
全岛原属长岛县管辖。2020年6月22日，长岛县撤销，合并入蓬莱区，原长岛县所辖的庙岛群岛由长岛海洋生态文明综合试验区代管。
长岛上的显应宫是中国北方最大的妈祖庙。